# 中山悠
中山 悠（なかやま ひさし、1937年12月8日 - ）は、日本の実業家。
明治ホールディングス相談役、元明治乳業代表取締役会長・社長。元日本乳業協会会長。

## 経歴
福岡県に生まれる。福岡県立修猷館高等学校を経て、1960年、北海道大学農学部を卒業し、明治乳業に入社する。
1987年6月、常務取締役・東京支社長を経て、1989年6月、明治乳業代表取締役社長に就任。社長就任時、「お客様に喜ばれるおいしい牛乳を作ろう」と呼びかけ、これが、2002年から全国発売が開始され、後に牛乳のトップブランドとなった、ナチュラルテイスト製法による「明治おいしい牛乳」の誕生のきっかけになっている。傍ら、日本乳業協会会長も務めている。2003年4月、浅野茂太郎に社長を委ね、代表取締役会長に就任。2009年4月、明治乳業が明治ホールディングスの子会社となった際、相談役となる。
社長在任中の2002年には、それまで業界最大手であった雪印乳業（現雪印メグミルク）を追い抜き、明治乳業が業界最大手になっている。
2004年2月、ブルガリア共和国内閣から在横浜ブルガリア共和国名誉領事に任命される。2008年、秋の叙勲で旭日重光章を受章。